# 12222 Перотто
12222 Перотто (12222 Perotto) — астероїд головного поясу, відкритий 19 листопада 1982 року.
Тіссеранів параметр щодо Юпітера — 3,357.